# John Urpeth Rastrick
John Urpeth Rastrick (26 de enero de 1780 - 1 de noviembre de 1856) fue uno de los primeros constructores de locomotoras de vapor ingleses. En sociedad con James Foster, fundó la Foster, Rastrick and Company, sociedad que construyó la locomotora de vapor Stourbridge Lion en 1829, exportada al Ferrocarril de Delaware y Hudson en los Estados Unidos. 

## Primeros años
Rastrick nació en Morpeth, Northumberland, hijo de John Rastrick y Mary (Urpeth). Asistió a escuelas públicas locales; y a los 15 años, en 1795, comenzó como aprendiz de ingeniería con su padre. En 1802 fue contratado por Ketley Ironworks en Shropshire. 

## Hazeldine & Rastrick
Después de cinco años en Ketley, Rastrick se asoció con John Hazledine, en Bridgnorth, Shropshire. 

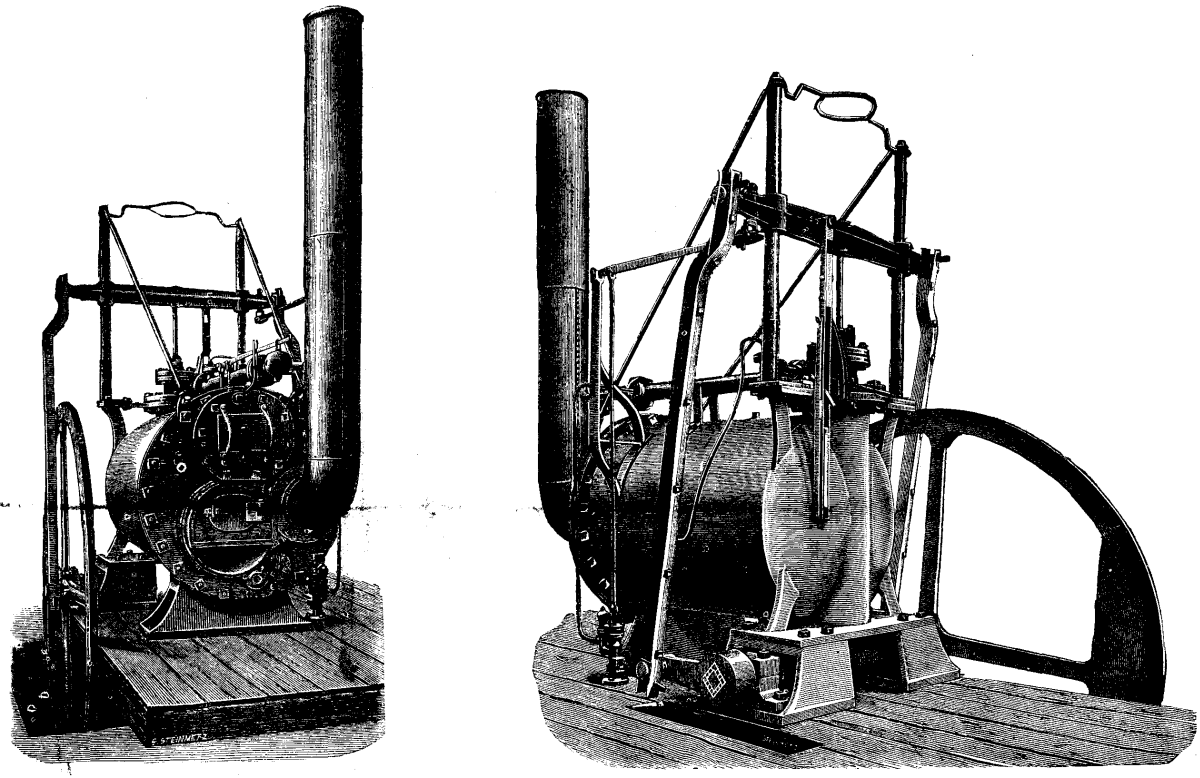
El motor No.14 de Richard Trevithick, construido por Hazledine and Co alrededor de 1804

Mientras estaba en Bridgnorth, Rastrick ayudó a Richard Trevithick a desarrollar sus ideas para la locomotora y la máquina de vapor de alta presión, y luego testificó en una investigación parlamentaria, para probar que había construido la locomotora que se había demostrado en Londres en 1808. También produjo mucho equipo para la poco afortunada aventura sudamericana de Trevithick. 
El 1 de abril de 1814 obtuvo la patente del Reino Unido número 3.799 por su diseño de máquina de vapor. Rastrick supervisó la construcción del puente de Wye en Chepstow, que se inauguró en 1816. La asociación entre Rastrick y Hazledine fue problemática y terminó en una disputa en 1817. Trabajó de forma independiente durante un corto período, pero en 1819 formó una sociedad con James Foster y trasladó su familia a Stourbridge . 

## Foster Rastrick & Co.
La nueva compañía fabricó una amplia gama de productos para altos hornos y laminadores, raíles de hierro forjado, y 'portadores' (vigas utilizadas en algunos de los edificios más famosos de aquella época). En 1822, Rastrick se convirtió en el ingeniero del tranvía de Stratford y Moreton, una de las primeras líneas tiradas por caballos. La asociación también fue responsable de las primeras locomotoras de vapor suministradas a la Compañía del Canal de Delaware y Hudson, la Stourbridge Lion, en 1829. 

### Pruebas de Rainhill
En 1829, Rastrick fue comisionado con James Walker para informar sobre la economía del uso de la tracción por cable o con locomotoras en el nuevo Ferrocarril de Liverpool y Mánchester. Después de largos viajes para ver los primeros ferrocarriles de la época, su informe favorecía el transporte por cable por motivos económicos. Sin embargo, también señaló que existían algunos beneficios para el transporte utilizando locomotoras, incluyendo su probable mejora técnica. Dado un juicio tan marginal, los directores de la compañía decidieron realizar un concurso para probar las locomotoras disponibles. Rastrick fue uno de los tres jueces en las pruebas de Rainhill de 1829, que demostraron de manera concluyente los beneficios de la locomotora Rocket de Stephenson. Los diarios de Rastrick y el cuaderno de la prueba son valiosos registros del rendimiento de las locomotoras de esa época. 

## Ingeniero civil
Rastrick dejó la sociedad Foster, Rastrick & Co en 1831 para convertirse en un ingeniero civil independiente, y la compañía se disolvió. Luego trabajó en numerosos proyectos ferroviarios de la época y en 1835 trabajó con John Rennie el joven para obtener la aprobación parlamentaria del Ferrocarril de Londres y Brighton. Luego se convirtió en ingeniero consultor, supervisando la construcción del ferrocarril en terrenos difíciles. Estuvo involucrado en el diseño y construcción de los túneles de Merstham, Balcombe, Clayton y Patcham y el viaducto del valle de Ouse junto con David Mocatta (arquitecto del Ferrocarril de Londres y Brighton). 
En 1816 proyectó el puente Old Wye en Chepstow, una elegante estructura de fundición de hierro formada por cinco arcos, catalogada como monumento de Grado I.
También construyó el Ferrocarril de Brighton y Chichester y el Ferrocarril de Brighton Lewes y Hastings que finalmente se fusionaron con el Ferrocarril de Londres y Brighton y el Ferrocarril de Londres y Croydon para formar el Ferrocarril de Londres, Brighton y la Costa Sur. Rastrick participó en el diseño del viaducto de London Road en Brighton, un viaducto en Shoreham-by-Sea, un puente sobre el río Arun, e intervino conjuntamente en el diseño de la reconstrucción de la Estación de London Bridge.
Rastrick se retiró de la vida activa en 1847, mudándose a Sayes Court, Addlestone, Chertsey, en Surrey, una mansión de ocho habitaciones en 25 acres (101 172 m²) de terreno. Murió allí el 1 de noviembre de 1856. Está enterrado en el cementerio de Brighton Extra Mural. 

## Familia
Durante su asociación con John Hazledine, Rastrick se casó con Sarah Jervis (o Jarvis) el 24 de diciembre de 1810 en Codsall, Staffordshire. Tuvo siete hijos: Joseph, nacido en junio de 1808; John, nacido el 10 de abril de 1811; Sarah, bautizada el 2 de junio de 1813; María, bautizada el 30 de enero de 1818; Henry, bautizado el 30 de enero de 1818; Frederick James nacido hacia 1820; y George, bautizado el 10 de junio de 1821. Joseph emigró a Nueva Zelanda y fundó una saga de constructores, ingenieros y arquitectos. 